# District de Jialing
Pour les articles homonymes, voir Jialing.
Le district de Jialing (嘉陵区 ; pinyin : Jiālíng Qū) est une subdivision administrative de la province du Sichuan en Chine. Il est placé sous la juridiction de la ville-préfecture de Nanchong.